# Clarksburg (Virgínia Ocidental)
Clarksburg é uma cidade localizada no estado norte-americano de Virgínia Ocidental, no Condado de Harrison.

## Demografia
Segundo o censo norte-americano de 2000, a sua população era de 16.743 habitantes.
Em 2006, foi estimada uma população de 16.459, um decréscimo de 284 (-1.7%).

## Geografia
De acordo com o United States Census Bureau tem uma área de
24,7 km², dos quais 24,7 km² cobertos por terra e 0,0 km² cobertos por água. Clarksburg localiza-se a aproximadamente 315 m acima do nível do mar.

## Localidades na vizinhança
O diagrama seguinte representa as localidades num raio de 8 km ao redor de Clarksburg.